# Fernando Chueca Goitia
Fernando Chueca Goitia (Madrid, 29 de maig de 1911 - Ibídem, 30 d'octubre de 2004), va ser un arquitecte i assagista espanyol, a més d'acadèmic, historiador i erudit, que fa d'ell una referència ineludible en l'arquitectura espanyola del segle xx.

## Biografia
Titulat en l'ETSAM el 1936, la seva activitat en la guerra civil, en què va participar en el salvament dels arxius del Palau de Llíria, i la depuració professional de 1942 en la qual se li va prohibir l'exercici professional durant quatre anys, van decantar la seva vida professional cap a la història de l'arquitectura.
Entre els càrrecs que va ostentar cal destacar que va ser catedràtic d'Història de l'Art de l'Escola Superior d'Arquitectura de Madrid, membre de la Reial Acadèmia de Belles Arts de Sant Fernando i de la Història, president de l'Institut d'Espanya entre 1978 i 1986 i degà del Col·legi Oficial d'Arquitectes de Madrid entre 1999 i 2002. També va desenvolupar activitat política des de la seva ideologia liberal, en la USDE, el PDP i la UCD per la qual va ser elegit senador el 1979.
A la seva tasca com arquitecte s'uneix una prolífica obra escrita entre la qual destaquen Breve historia del urbanismo, Invariantes castizos de la arquitectura española (1947), Arquitectura española del siglo XVI (1953), Ensayos críticos sobre la arquitectura (1967) i sobretot la monumental Historia de la arquitectura española. Edad antigua y media (1964), que va completar el 2001 amb el tom Edad moderna y contemporánea. El 2002 va rebre el Premi Nacional d'Història d'Espanya.
Va desenvolupar tasques docents des de 1954 com a auxiliar de Torres Balbás a l'ETSAM, on posteriorment va guanyar les oposicions a catedràtic d'Història de l'Arquitectura i l'Urbanisme, que va exercir fins a la seva jubilació.
Va ser l'encarregat de redactar l'anomenat «Manifest de l'Alhambra» el 1953.
Li fou concedida la Medalla d'Or de l'Arquitectura atorgada pel Consell Superior del Col·legis d'Arquitectes d'Espanya l'any 1998.
Hi ha un carrer en el seu honor al barri Ensanche de Vallecas de Madrid.

## Principals obres arquitectòniques de nova planta
- Catedral de l'Almudena de Madrid (Madrid, 1950-1993) - façana i finalització de les obres
- Ampliació del Museu del Prado (Madrid, 1953-1958)
- Poble espanyol de Palma (Palma, 1965 - 1967)
- Casa consistorial de Tarassona (Tarassona, 1980-1981)